# Hunasavadi, Madhugiri
Hunasavadi là một làng thuộc tehsil Madhugiri, huyện Tumkur, bang Karnataka, Ấn Độ.